# Christos Kontis
Christos Kontis (en griego: Χρήστος Κόντης; Atenas, 13 de mayo de 1975) es un exfutbolista y entrenador griego. Actualmente está sin club.

## Carrera como jugador
Kontis comenzó su carrera como futbolista en 1995 en el Ethnikos Piraeus. Tras un año jugando en el Panionios, fue fichado por el Olympiakos.Allí ganó dos campeonatos de Grecia en las temporadas 2001-02 y 2002-03. Luego de un regreso al Panionios, fue transferido al AEK, donde permaneció por dos temporadas. En 2006, se marchó al APOEL Nicosia y obtuvo tres campeonatos: 2006-07, 2008-09 y 2010-2011, una copa: 2007-08 y dos Supercopas: 2008, 2009.
En agosto de 2011, durante un encuentro por la liga local, sintió una ligera molestia y dolor en el pecho. Más tarde esa noche, la molestia continuó y el dolor empeoró, por lo que los médicos del club lo trasladaron al Hospital General de Nicosia. Allí, se diagnosticó que había sufrido un pequeño infarto que había dañado una de las venas de su corazón.En consecuencia, se vio obligado a retirarse de su carrera futbolística profesional 9 meses antes de que expirara su contrato con el club europeo.

## Carrera como entrenador
Cuando Kontis se recuperó por completo del accidente cardíaco que lo obligó a retirarse, la junta directiva del APOEL Nicosia lo nombró asistente del entrenador principal, Ivan Jovanović, y se mantuvo a su lado hasta el final de la temporada 2012-13.Más tarde, lo acompañó también en el banquillo durante su etapa en el Al-Nasr.
En enero de 2018, asumió como técnico interino del Olympiacos para dirigir un único encuentro hasta que Óscar García tomase las riendas del equipo.No obstante, luego del despido del español en abril, se mantuvo en el cargo hasta el final de la temporada.
En el verano de 2019, fue confirmado como entrenador del Hatta con la tarea de mantener al club ascendido en la máxima categoría del fútbol emiratí.Sin embargo, en noviembre de 2020, fue despedido de su cargo debido a una serie de malos resultados que ubicaron al equipo en la zona de descenso.
Luego de ser asistente técnico de Ivan Jovanović en el Panathinaikos, fue anunciado como entrenador del Volos en febrero de 2024.No obstante, tres meses más tarde, asumió al frente del equipo verde hasta el final de la temporada luego del despido de Fatih Terim.El 25 de mayo, obtuvo la Copa de Grecia tras vencer al Aris Salónica por 1-0 en la final.Unos días después, el club anunció su salida del cargo.
El 8 de julio de 2024, fue anunciado como entrenador del Al-Fayha.El 3 de diciembre, fue relevado de sus funciones después de un mal comienzo en la temporada.

## Clubes

### Como jugador
| Club             | País   | Año       |
| ---------------- | ------ | --------- |
| Ethnikos Piraeus | Grecia | 1995-1999 |
| Panionios        | Grecia | 1999-2000 |
| Olympiakos       | Grecia | 2000-2002 |
| Panionios        | Grecia | 2002-2004 |
| AEK de Atenas    | Grecia | 2004-2006 |
| APOEL Nicosia    | Chipre | 2006-2011 |

### Como entrenador
| Club          | País           | Año       |
| ------------- | -------------- | --------- |
| Olympiakos    | Grecia         | 2018      |
| Hatta         | EAU            | 2019-2020 |
| Volos         | Grecia         | 2024      |
| Panathinaikos | Grecia         | 2024      |
| Al-Fayha      | Arabia Saudita | 2024      |

## Palmarés

### Como jugador

#### Campeonatos nacionales
| Título                     | Club          | País   | Año     |
| -------------------------- | ------------- | ------ | ------- |
| Superliga de Grecia        | Olympiakos    | Grecia | 2000-01 |
| Superliga de Grecia        | Olympiakos    | Grecia | 2001-02 |
| Superliga de Grecia        | Olympiakos    | Grecia | 2002-03 |
| Primera División de Chipre | APOEL Nicosia | Chipre | 2006-07 |
| Copa de Chipre             | APOEL Nicosia | Chipre | 2007-08 |
| Supercopa de Chipre        | APOEL Nicosia | Chipre | 2008    |
| Primera División de Chipre | APOEL Nicosia | Chipre | 2008-09 |
| Supercopa de Chipre        | APOEL Nicosia | Chipre | 2009    |
| Primera División de Chipre | APOEL Nicosia | Chipre | 2010-11 |
| Supercopa de Chipre        | APOEL Nicosia | Chipre | 2011    |

### Como entrenador

#### Campeonatos nacionales
| Título         | Club          | País   | Año     |
| -------------- | ------------- | ------ | ------- |
| Copa de Grecia | Panathinaikos | Grecia | 2023-24 |